# Championnats du monde de VTT 2025
Navigation
2024 2026
Les Championnats du monde de VTT 2025 ont lieu du 30 août au 14 septembre 2025 dans le canton du Valais en Suisse. 
Outre les habituelles compétitions de cross-country, de cross-country short track, de cross-country à assistance électrique et descente, le programme comprend exceptionnellement trois autres championnats du monde qui se déroulent normalement séparément, à savoir les championnats du monde de marathon, les championnats du monde d'enduro et les championnats du monde de pump track. Vingt-sept titres de Champion du Monde UCI seront décernés à cette occasion.

## Programme
Le programme des compétitions est le même pour les hommes et les femmes. Le cross-country se déroule dans les catégories élites, moins de 23 ans et juniors, le short track pour les élites, moins de 23 ans, la descente pour les élites et juniors. Les équipes de la course de relais sont composées des six catégories (hommes/femmes) du cross-country. Les compétitions restantes se déroulent uniquement pour les élites.
- 30-31 août : Cérémonie d'ouverture à Sion
- 30 août-1er septembre : Enduro et E-Enduro à l'Aletsch Arena
- 2–7 septembre : Descente à Champéry
- 3–4 septembre : Cross-Country à assistance électrique à l'Aletsch Arena
- 3–6 septembre : Pump-track à Monthey
- 6 septembre : Marathon de Verbier au Val d'Anniviers
- 8-9 septembre : Short-track à Zermatt
- 9-14 septembre : Cross-country  et relais à Crans-Montana

## Médaillés

### Cross-country (XCO)
| Épreuves        | Or | Or | Argent | Argent | Bronze | Bronze |
| --------------- | -- | -- | ------ | ------ | ------ | ------ |
| Hommes          |    |    |        |        |        |        |
| Élites          |    | en |        | +      |        | +      |
| Moins de 23 ans |    | en |        | +      |        | +      |
| Juniors         |    | en |        | +      |        | +      |
| Femmes          |    |    |        |        |        |        |
| Élites          |    | en |        | +      |        | +      |
| Moins de 23 ans |    | en |        | +      |        | +      |
| Juniors         |    | en |        | +      |        | +      |
| Mixte           |    |    |        |        |        |        |
| Relais          |    | en |        | +      |        | +      |

### Cross-country short track (XCC)
| Épreuves        | Or | Or | Argent | Argent | Bronze | Bronze |
| --------------- | -- | -- | ------ | ------ | ------ | ------ |
| Hommes          |    |    |        |        |        |        |
| Élites          |    | en |        | +      |        | +      |
| Moins de 23 ans |    | en |        | +      |        | +      |
| Femmes          |    |    |        |        |        |        |
| Élites          |    | en |        | +      |        | +      |
| Moins de 23 ans |    | en |        | +      |        | +      |

### Cross-country à assistance électrique (E-MTB)
| Épreuves | Or | Or | Argent | Argent | Bronze | Bronze |
| -------- | -- | -- | ------ | ------ | ------ | ------ |
| Hommes   |    |    |        |        |        |        |
| Élites   |    | en |        | +      |        | +      |
| Femmes   |    |    |        |        |        |        |
| Élites   |    | en |        | +      |        | +      |

### Descente (DHI)
| Épreuves | Or | Or | Argent | Argent | Bronze | Bronze |
| -------- | -- | -- | ------ | ------ | ------ | ------ |
| Hommes   |    |    |        |        |        |        |
| Élites   |    | en |        | +      |        | +      |
| Juniors  |    | en |        | +      |        | +      |
| Femmes   |    |    |        |        |        |        |
| Élites   |    | en |        | +      |        | +      |
| Juniors  |    | en |        | +      |        | +      |

### VTT marathon (XCM)
| Épreuves | Or | Or | Argent | Argent | Bronze | Bronze |
| -------- | -- | -- | ------ | ------ | ------ | ------ |
| Hommes   |    |    |        |        |        |        |
| Élites   |    | en |        | +      |        | +      |
| Femmes   |    |    |        |        |        |        |
| Élites   |    | en |        | +      |        | +      |

### Enduro  (EDR / E-EDR)
| Épreuves        | Or | Or | Argent | Argent | Bronze | Bronze |
| --------------- | -- | -- | ------ | ------ | ------ | ------ |
| Hommes          |    |    |        |        |        |        |
| Enduro Élites   |    | en |        | +      |        | +      |
| Enduro Juniors  |    | en |        | +      |        | +      |
| E-Enduro Élites |    | en |        | +      |        | +      |
| Femmes'         |    |    |        |        |        |        |
| Enduro Élites   |    | en |        | +      |        | +      |
| Enduro Juniors  |    | en |        | +      |        | +      |
| E-Enduro Élites |    | en |        | +      |        | +      |

### Pump Track (PUM)
| Épreuves | Or | Or | Argent | Argent | Bronze | Bronze |
| -------- | -- | -- | ------ | ------ | ------ | ------ |
| Hommes   |    |    |        |        |        |        |
| Élites   |    | en |        | +      |        | +      |
| Femmes   |    |    |        |        |        |        |
| Élites   |    | en |        | +      |        | +      |